# O’Leary (Prince Edward Island)
O’Leary ist eine Kleinstadt im Prince County in der kanadischen Provinz Prince Edward Island. Der Ort hat 815 Einwohner (Stand: 2016). 2011 betrug die Einwohnerzahl 812.

## Geographie
O’Leary liegt im Nordwesten der Provinz Prince Edward Island nahe der Northumberlandstraße. Summerside befindet sich rund 60 Kilometer entfernt in südöstlicher Richtung.

## Geschichte
Im Jahr 1837 ließ sich der aus Irland stammende Michael O’Leary in der Region nieder und der Ort wurde ihm zu Ehren O’Leary genannt. Nachdem eine Eisenbahnlinie dort vorbeiführte wurde die Siedlung schnell zu einem Dienstleistungszentrum für die Umgebung. Es wurden Kohleschuppen und Wasserbehälter zur Versorgung der Dampflokomotiven angelegt sowie Reparaturwerkstätten gebaut. Nach dem Ende der Blütezeit des Eisenbahnbetriebs wurde die Landwirtschaft, im Besonderen der Anbau von Kartoffeln die Hauptlebensgrundlage der Einwohner. Im Canadian Potato Museum ist die Geschichte dieses Wirtschaftszweiges dargestellt. Im Bereich des Sports hat der Ort eine lange Tradition im Eishockey und bezeichnet sich als Hockeyville PEI oder Hockeytown PEI.